# Brandbæger (Jacobaea)
Brandbæger (Jacobaea) er en slægt med ca. 40 arter, der nu er udskilt af slægten Brandbæger (Senecio). Arterne er udbredt i Makaronesien, Nordafrika, Mellemøsten, Centralasien, Himalaya, Østasien og Europa. 
| Beskrevne arter |

- Eng-Brandbæger (Jacobaea vulgaris)

| Andre arter |

| - Jacobaea abrotanifolia - Jacobaea adonidifolia - Jacobaea alpina - Jacobaea ambigua - Jacobaea andrzejowskyi - Jacobaea aquatica - Jacobaea argunensis - Jacobaea arnautorum - Jacobaea auricula - Jacobaea boissieri - Jacobaea borysthenica - Jacobaea buschiana - Jacobaea candida - Jacobaea cilicia - Jacobaea delphiniifolia | - Jacobaea erratica - Jacobaea erucifolia - Jacobaea ferganensis - Jacobaea gallerandiana - Jacobaea gibbosa - Jacobaea gigantea - Jacobaea gnaphalioides - Jacobaea incana - Jacobaea inops - Jacobaea leucophylla - Jacobaea lycopifolia - Jacobaea maritima - Jacobaea maroccana - Jacobaea minuta - Jacobaea mollis | - Jacobaea mouterdei - Jacobaea othonnae - Jacobaea paludosa - Jacobaea persoonii - Jacobaea samnitum - Jacobaea sandrasica - Jacobaea schischkiniana - Jacobaea subalpina - Jacobaea trapezuntina - Jacobaea uniflora |